# CfR 1899 Köln
CfR 1899 Köln was een Duitse voetbalclub uit Keulen, Noordrijn-Westfalen.

## Geschiedenis
In mei 1899, kort na de oprichting van Cölner FC 1899 hadden leden van de Cölner Turnverein ook een voetbalclub opgericht met de naam FC Borussia 1899 Cöln (tot 1919 was de schrijfwijze van de stad met een C). De club was aangesloten bij de West-Duitse voetbalbond en speelde vanaf 1902 in de competitie van Keulen-Bonn (later Zuidrijn). Borussia deed het niet goed en eindigde de eerste jaren slecht. In 1904/05 verloor de club zelfs alle wedstrijden. Dat seizoen was er geen degradatie, maar het seizoen erop wel en toen degradeerde de club. In 1909/10 keerde de club terug en werd meteen vicekampioen achter Dürener FC 1903, de concurrentie was wel minder zwaar doordat de beste teams uit de stad nu in de Zehnerliga speelden. Ook de twee volgende seizoen werd de vicetitel behaald, deze keer moest de club VfVuSp 1896 Düren voor laten gaan. In 1912/13 was het eindelijk raak en werd de titel behaald. De competitie was in twee geografische groepen verdeeld, maar beide winnaars plaatsten zich voor de West-Duitse eindronde. Borussia stond tegenover SC Union 05 Düsseldorf en sleepte een gelijkspel uit de brand waardoor er een replay kwam, die door Düsseldorf gewonnen werd.
In 1914 werd de naam CfR Cöln aangenomen. In 1914/15 trok de club zich terug uit de competitie. Het volgende seizoen meldde de club zich weer aan en werd kampioen van de groep linkerrijn, echter was er om oorlogsredenen geen finale om de algemene titel. In 1918/19 speelde de club de finale om de titel tegen Bonner FV 01 en verloor. In het eerste naoorlogse seizoen werd de club derde. Vanaf 1920 speelde de club in de nieuwe Rijncompetitie. De club eindigde steevast in de subtop. In 1925/26 werd de club tweede achter VfR 04 Köln. Het volgende seizoen werd de club groepswinnaar en plaatste zich voor de finalegroep die ze ook wonnen. Hierdoor plaatste de club zich voor de West-Duitse eindronde, waar ze voorlaatste werden. In 1927/28 werd de club opnieuw groepswinnaar, maar werd nu laatste in de finalegroep. Het volgende seizoen eindigde CfR slechts achtste en doordat de competitie werd teruggebracht naar één reeks degradeerde de club. Na één seizoen werd de inkrimping ongedaan gemaakt en promoveerde CfR weer en eindigde in de middenmoot. In 1933 kwam de NSDAP aan de macht in Duitsland en werd de competitie gereorganiseerd. De West-Duitse bond met zijn acht competities verdween en maakte plaats voor drie Gauliga's. Ondanks een achtste plaats werd de club geselecteerd voor de Gauliga Mittelrhein, terwijl vier clubs die hoger eindigden naar de tweede klasse verwezen werden.
Na een plaats in de middenmoot werd de club vicekampioen in 1934/35. Het volgende seizoen werd de club met één punt voorsprong op TuRa Bonn kampioen en plaatste zich zo voor de eindronde om de landstitel. In een groep met Fortuna Düsseldorf, FC Hanau 93 en Waldhof Mannheim werd de club laatste. Het volgende seizoen werd de club nog vicekampioen achter VfR Köln. Hierna fuseerde de club met Kölner SC 1899, het vroeger CFC 1899 en werd zo VfL Köln 1899.

## Erelijst
Kampioen Zuidrijn-Zuid
1913
Kampioen Zuidrijn-Keulen linkerrijn
1916
Kampioen Rijn
1927